# نظام شوشتر الهيدروليكي التأريخي

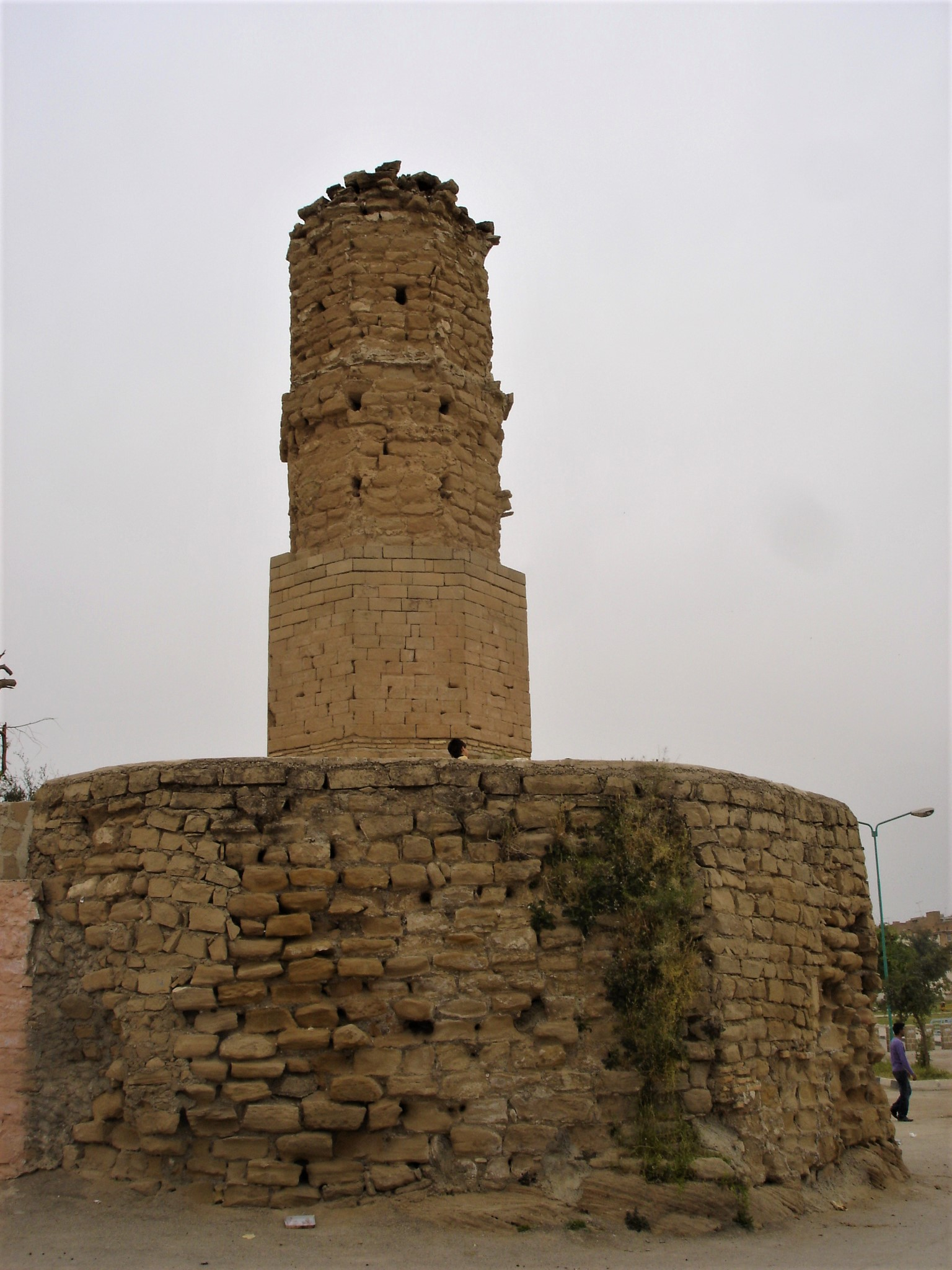
برج كلاه‌ فرنغي

نظام شوشتر الهيدروليكي التأريخي بالفارسية «سازه‌هاي آبي شوشتر» وهو نظام ري مقام على نهر كارون يقع في محافظة خوزستان . ومدرج على قائمة التراث العالمي منذ عام 2009.
يتألف نظام الري من سدود وقنوات وأنفاق ودواليب مائية ويعود زمن بناء هذا النظام إلى عهد الساسانيين ويقال إن بعض أجزاء النظام تعود إلى الملك الأخميني دارا الأول. ويتضمن المشروع قناتي تحويل تنقلان المياه من نهر الكارون وواحدة من هاتين القناتين مازالت تستخدم حتى اليوم لتزويد مدينة شوشتر بالمياه.
وضع الموقع على قائمة التراث العالمي عام 2009 وأشارت إليه اليونسكو إلى إنه تحفة من الإبداع الخلاق.

## مواقع
نظام شوشتر الهيدروليكي التاريخي عبارة عن مجمع من السدود والجسور والقنوات والهياكل التي تتكون من ۱۳ موقعًا تعمل معًا كنظام هيدروليكي.  
۱. سد ميزان
۲. برج كلاه‌ فرنغي
۳. نهر جارجار
۴. جسر جارجار
۵. منطقة الطواحين والشلالات
۶. جسر برج عيار
۷. جسر خودا أفرين
۸. قلعة سلاسل
9. نهر داريون
10. جسر شادروان
11. سد بندخاك
12. جسر لشكر
13. سد شرابدار